# Municipio de Heath (Pensilvania)
El municipio de Heath (en inglés, Heath Township) es un municipio del condado de Jefferson, Pensilvania, Estados Unidos. Tiene una población estimada, a mediados de 2022, de 115 habitantes.
Abarca una zona exclusivamente rural.

## Geografía
Está ubicado en las coordenadas 41°19′44″N 79°0′47″O / 41.32889, -79.01306 (41.328934, -79.013087).

## Demografía
Según el censo de 2000, en ese momento los ingresos medios de los hogares eran de $42,500 y los ingresos medios de las familias eran de $48,750. Los hombres tenían ingresos medios por $41,250 frente a los $32,250 que percibían las mujeres. Los ingresos per cápita eran de $37,309. Alrededor del 14.3% de la población estaba por debajo del umbral de pobreza.
De acuerdo con la estimación 2017-2021 de la Oficina del Censo, los ingresos medios de los hogares son de $52,292 y los ingresos medios de las familias son de $59,632. Alrededor del 17.7% de la población está por debajo del umbral de pobreza.